# Síndrome respiratòria de l'Orient Mitjà
La síndrome respiratòria de l'Orient Mitjà (MERS per les sigles angleses), també coneguda com a grip del camell, és una infecció respiratòria vírica causada pel MERS-coronavirus (MERS-CoV). Els símptomes poden variar de suau a sever. Inclouen febre, tos, diarrea i dispnea. La malaltia és típicament més severa en aquells pacients amb patologies prèvies. La mortalitat és aproximadament d'un terç dels casos diagnosticats.
El MERS-CoV és un betacoronavirus originat en ratpenats. S'ha observat la presència d'anticossos per a MERS-CoV en camells, però la font exacta d'infecció en aquests animals no ha estat encara identificada. Es creu que els camells estan implicats en la transmissió del virus als humans, tot i que se'n desconeix el mecanisme. La transmissió entre humans requereix el contacte proper amb una persona infectada. Aquesta transmissió, a més, es considera poc comú fora dels hospitals. Així, s'estima que el seu risc per a la població global és actualment força baix.
El 2020 encara no es disposa de cap vacuna específica o tractament per a la malaltia, si bé s'estan estudiant diverses medicacions antivirals. L'Organització Mundial de la Salut recomana que aquells que entrin en contacte amb camells es rentin les mans sovint, que no es toqui la pell d'exemplars malalts. i que els productes alimentaris derivats del camell es cuinin adequadament. Els infectats poden rebre tractaments simptomàtics.
Fins a l'abril de 2017 només es tenia constància de menys de 2000 casos. Aproximadament el 36% dels diagnosticats moren per causa de la malaltia. El risc global de mort podria ser en realitat més baix, atès que molts d'aquells que només presenten símptomes lleus poden passar la malaltia sense ser diagnosticats. El primer cas es va identificar l'any 2012 a l'Aràbia Saudita i la majoria de casos s'han produït a l'Península Aràbiga. Una soca de MERS-CoV coneguda com a HCoV-EMC/2012 es va identificar en un primer pacient a Londres l'any 2012 i es va determinar que tenia un 100% d'analogia amb virus dels ratpenats de cua de beina egipcis. Es va produir un brot a Corea del Sud l'any 2015. L'últim brot es va produir l'any 2018 i va afectar l'Aràbia Saudita i altres països, principalment Corea del Sud.

## Símptomes

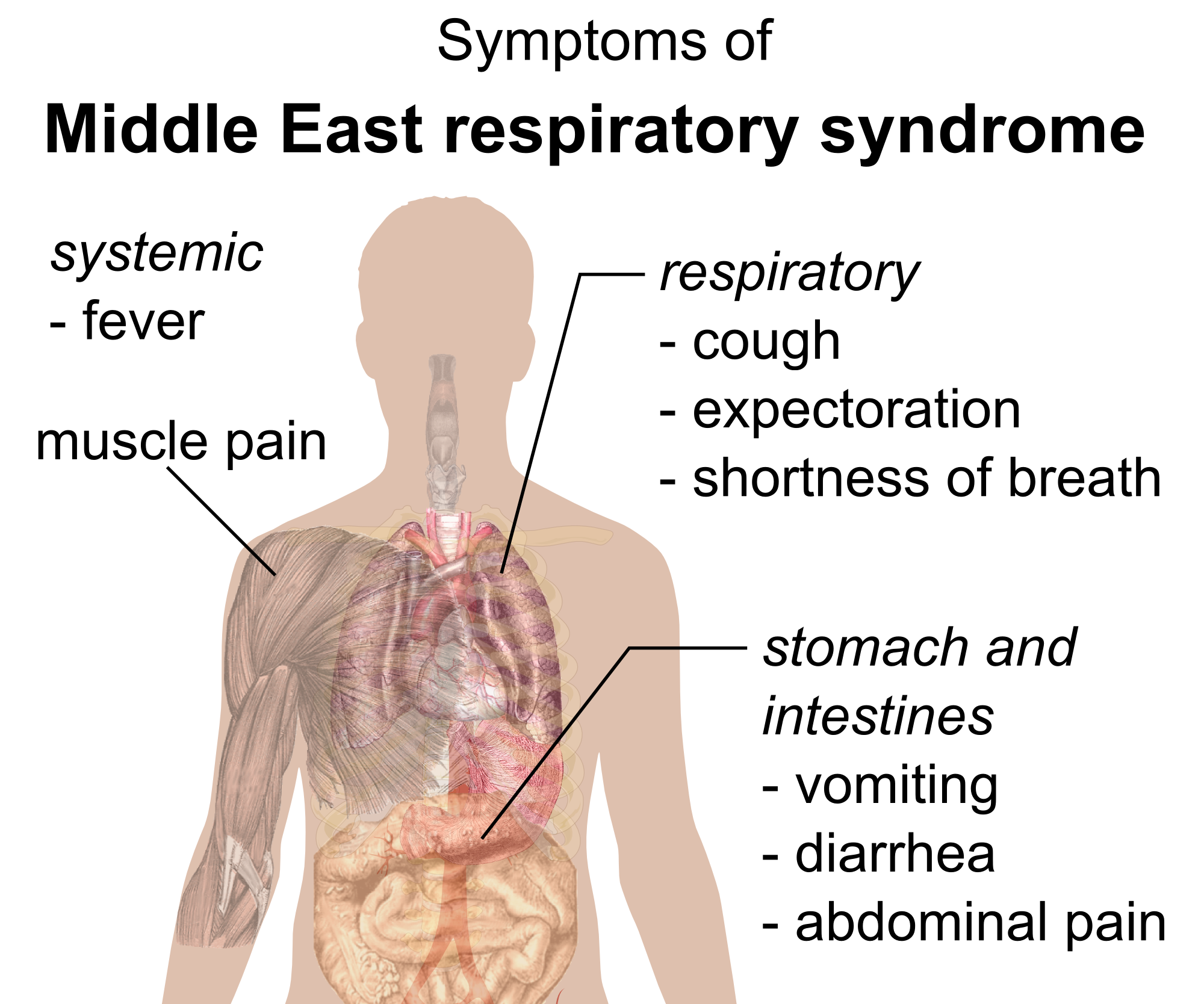
Símptomes de MERS

Els primers informes van comparar els virus de la MERS amb els de la síndrome respiratòria aguda severa (SARS). El primer pacient, el juny de 2012, presentava febre, tos, expectoració, i dispnea. Una revisió de 47 casos confirmats per diagnòstic en laboratoris a l'Aràbia Saudita va constatar que els símptomes més freqüents eren febre (98% dels casos), tos (83%), dispnea (72%) i miàlgia (32%). Es van observar també símptomes gastrointestinals com la diarrea (26%), els vòmits (21%) o el dolor abdominal (17%). El 72% dels pacients van requerir ventilació mecànica. La malaltia es va detectar en 3,3 homes per cada dona. Un estudi referent al brot en un hospital va determinar un període d'incubació de 5,5 dies (interval de confiança 95% d'1,9 a 14,7 dies). La síndrome pot presentar-se en nivells de gravetat molt amplis, des d'una malaltia asimptomàtica fins a una pneumònia severa que desencadena una síndrome del destret respiratori agut (ARDS). També s'han descrit altres símptomes com insuficiència renal, coagulació intravascular disseminada (DIC), i pericarditis.

## Causa

### Virologia

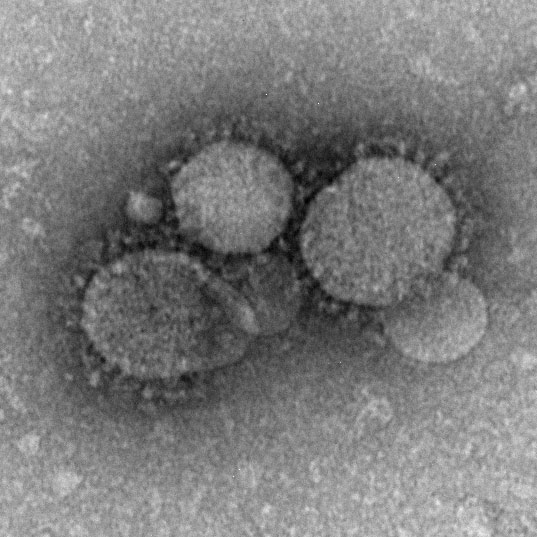
MERS-coronavirus vistos per microscopi electrònic.

La Síndrome respiratòria de l'Orient Mitjà la causa el MERS coronavirus (MERS-CoV), una espècie de virus d'ARN de cadena senzilla que pertany al gènere dels betacoronavirus. Els genomes de MERS es classifiquen en dos clades filogenètics, A i B. Els primers casos es van classificar al grup A (EMC/2012 i N3/2012) mentre que els casos més recents, genèticament diferents, es van classificar al grup B. El virus creix cèl·lules Vero i LLC-MK2.

### Transmissió

#### Camells
Un estudi dut a terme entre 2010 i 2013 que va avaluar la incidència de MERS en 310 dromedaris va constatar la presència d'alts nivells d'anticossos neutralitzants de MERS-CoV en el sèrum d'aquests animals. Un estudi posterior va seqüenciar MERS-CoV de frotis nasals de dromedaris de l'Aràbia Saudita i va trobar seqüències idèntiques a mostres humanes prèviament analitzades. S'ha descrit també el cas d'un home saudita que va emmalaltir set dies després d'aplicar medicaments per via tòpica a camells malalts; es va determinar que l'home i un dels camells presentaven soques idèntiques de MERS-CoV. Encara no és clar com es transmet el virus de camells a humans. L'Organització Mundial de la Salut aconsella evitar contacte amb camells, menjar únicament carn de camell completament cuita, pasteuritzar la llet de camell i evitar beure'n l'orina. El ministeri saudita d'Agricultura va aconsellar l'any 2013 a la població evitar contacte amb camells o, en tot cas, fer ús de mascaretes. En protesta per aquestes mesures, alguns ciutadans van fer públiques fotos on se'ls veia desobeint les mesures fent petons als seus camells.

#### Entre persones
El MERS-CoV, igual que altres coronavirus, es pot transmetre a partir de secrecions de les vies respiratòries de l'individu infectat, això pot succeir directament a través de les gotetes de la tos o de l'esternut, o indirectament tocant objectes o superfícies contaminades. També s'ha vist que es pot transmetre a través de contacte, per exemple amb la convivència amb una persona infectada. És a dir, aquest virus es pot transmetre per contacte directe entre un individu infectat i un individu sa, així com a través de secrecions de les vies respiratòries.
Per tant, perquè es transmeti el virus entre persones es necessita un contacte proper. S'han observat casos de transmissió entre persones en establiments d'atenció sanitària (sobretot si les pràctiques de prevenció i control no són les adequades), en canvi no s'ha notificat transmissió comunitària sostinguda. Així doncs, la transmissió entre humans sembla limitada (s'ha pogut veure sobretot a nivell d'atenció a la salut més que a la comunitat), però tot i això existeix certa preocupació envers aquest virus. Cal remarcar que l'Organització Mundial de la Salut (OMS) no ha emès cap advertència en els viatges als països on es troba aquest virus.
El període d'incubació mitjà dels casos entre humans s'estima en poc més de cinc dies, però podria arribar a ser de fins a dues setmanes.

### Cronologia
El 16 de maig del 2015, l'Associació de Microbiología i Salut va publicar sobre el MERS-CoV com un tema d'actualitat.
Durant l'estiu del 2012, a Jiddah, Aràbia Saudita, va ser aïllat un coronavirus desconegut fins llavors a partir de l'esput d'un pacient de 60 anys, amb pneumònia aguda i insuficiència renal. El seu cas va ser informat pel doctor Ali Mohamed Zaki Arxivat 2015-06-21 a Wayback Machine., membre de la Societat Egípcia de Virologia (ESV), a l'Hospital Fakeeh Soliman de Jeddah. El virus aïllat es va anomenar provisionalment coronavirus humà Erasmus Medical Center (EMC). Poc després, es detectà un cas quasi idèntic a Qatar, en un pacient que havia viatjat recentment a Aràbia Saudita. Aquests van ser els dos primers brots d'aquest tipus d'infecció. 
Aquell mateix abril, dos treballadors de la unitat de cures intensives d'un hospital a Zarqa, Jordània, van morir de pneumònia, infectats pel nou coronavirus. No va ser fins al setembre del 2012 que es detectà una infecció en una localització fora de la regió del Golf d'Orient Mig. Va ser a Londres, i el mateix tipus de virus va ser reanomenat amb el nom de coronavirus humà Anglaterra 1. El pacient infectat havia estat recentment a la regió del Golf. Tres altres pacients van contraure el virus fora de l'Orient Mig, dels quals dos s'infectaren al Regne Unit per contacte amb un pacient infectat poc després de visitar Pakistan i Aràbia Saudita, i un altre es detectà a França, en un turista que havia viatjat als Emirats Àrabs.
Aquests fets van alarmar els científics, a causa de l'alta morbiditat i mortalitat de la infecció i les seves semblances evidents amb la síndrome respiratòria aguda severa (SARS-CoV). Després d'estudiar el genoma d'aquest nou virus aïllat independentment a Aràbia Saudita, Jordània i el Regne Unit, es va arribar a la conclusió que els virus procedien d'un ancestre comú, ja que compartien el 99% de la seva seqüència genòmica.
El 15 de maig del 2013, un grup d'experts en coronavirus, el Coronaviridae Study Group, que forma part del Comité Internacional de Taxonomía dels Virus Arxivat 2017-02-03 a Wayback Machine. i altres científics, van proposar donar-li el nom de Middle East Respiratory Syndrome Coronavirus (MERS-CoV) al nou virus. Aquest mateix dia, l'OMS va informar de dos nous casos de MERS-CoV a Aràbia Saudita, que formaven part d'un grup vinculat a un hospital a la província oriental del país. Fins llavors, Aràbia Saudita comptava amb 21 casos, i arreu del món s'havien registrat ja 40 casos confirmats, incloent 20 morts.
A principis d'agost del 2013, un grup d'investigadors van trobar anticossos contra el MERS-CoV en 50 dromedaris a Oman, i 12 camells, de 1005 investigats, a les illes Canàries. Mentre, el nombre de víctimes seguia augmentant fins a 94 infectats, amb 46 morts. Molts dels casos s'havien transmès de persona a persona, però en molts altres es dubtava sobre quina hauria estat la seva font d'infecció, tot i que els epidemiòlegs especulaven que els ratpenats pogueren ser el reservori natural del MERS-CoV, ja que és hoste de virus semblants.
Un ampli anàlisis publicat online per la revista The Lancet va informar sobre una varietat significativa entre els genomes virals extrets de diferents malalts, i arribà a la conclusió que hi havia, almenys, 3 versions diferents del virus en la població d'Aràbia Saudita.
L'1 de novembre del 2013, les autoritats sanitàries espanyoles informaren del primer cas de MERS-CoV a Espanya, en una dona que acabava de viatjar a Aràbia Saudita. Dos mesos més tard, diversos investigadors van confirmar que els camells són els hostes del MERS-CoV. L'OMS anunciava que els investigadors havien detectat el virus en un ramat de camells a Qatar, vinculats a dos casos humans recents. A més, es sospità que els ratpenats eren l'última font del nou virus, encara que les interaccions entre ratpenats i humans sigui limitada (això va portar a pensar que altres animals podien actuar com a intermediaris).
A la fi del mes de febrer del 2014, havien emmalaltit 183 persones, i n'havien mort 80, a causa del MERS-CoV. Un nou estudi suggeria que un quart de la població de camells de l'Aràbia Saudita eren portadors del virus, i que un altre gran percentatge tenia anticossos contra el MERS-CoV a la sang. A més, també es van trobar camells infectats al Sudan i Etiòpia, cosa que fa pensar que molts altres casos a l'Àfrica haurien passat desapercebuts.
Les últimes setmanes d'abril del 2014 van ser crítiques, i les xifres d'infectats, la majoria a Aràbia Saudita, van augmentar notablement. Es detectaven casos quasi cada dia, amb un total de 333 casos, incloent 107 morts, segons el Centre Europeu de Prevenció i Control de Malalties (eCDC).
Durant el 2014, es van fer diversos estudis que confirmaven que la font d'infecció principal eren els camells, i que la infecció pel virus estava més extensa del que es coneixia anteriorment. El virus també es va trobar en llet de camells, cosa que advertí sobre el consum d'aquesta llet crua o sense tractament previ. A més, una de cada deu persones que habitualment tenien contacte amb camells presentaven anticossos contra el MERS-CoV. Aquestes investigacions portaren a un millor coneixement del mecanisme de transmissió del virus, tot i que encara no era gaire clar. A més, un seguit d'estudis demostraren que la infecció per MERS-CoV podia ser més comú del que es pensava, i pot causar una malaltia lleu o asimptomàtica en part de la població.
Des de setembre del 2012, s'han notificat a l'OMS 1.621 casos confirmats per laboratori d'infecció pel MERS-CoV, incloent, almenys, 284 morts. Actualment, es segueix investigant per obtenir una vacuna que pugui prevenir aquesta malaltia en camells.
Finalment, el MERS-CoV ha estat capaç de propagar-se, durant l'any 2015, cap a l'est asiàtic per començar a produir casos secundaris en un nou focus d'infecció a Corea del Sud, i un altre a la Xina. A Corea del Sud s'ha propagat dràsticament, fet que ha sorprès als científics. S'han establert mesures de quarantenes i aïllament per tal de frenar aquest nou brot, però fins ara s'han detectat 109 casos, amb nou morts. Paral·lelament, a l'Aràbia Saudita ja s'han declarat un total de 1.621 casos, dels quals 451 han mort, amb una taxa de mortalitat que supera el 40%. Això ens permet entendre l'alarma que hi ha a l'Àsia a causa d'aquest virus. En aquests moments s'estan duent a terme investigacions sobre aquest nou brot, i també s'està sopesant el perill que tindria que un nou brot s'estengués a nivell internacional, amb possibles variacions del seu genoma que el farien encara més perillós.

### Detecció de casos d'infecció per MERS-CoV i posterior procediment d'actuació
Es sospita de cas d'infecció per MERS coronavirus en aquelles persones que presentin febre, tos, dificultat de respiració i principis de malaltia pulmonar parenquimatosa, que hagin viatjat a països de l'Orient Mitjà en els anteriors 14 dies de presentar els símptomes. Posteriorment s'han d'analitzar aquells individus que hagin tingut contacte directeamb la persona infectada, com el personal sanitari, familiars (o persones amb contacte físic similar), passatgers situats properament a l'afectat en un avió o a la tripulació que hi hagi tingut contacte, això mentre l'afectat presentava els símptomes.
Es considera cas confirmat un cas sospitós amb confirmació en anàlisis de laboratori (PCR, seqüenciació identificativa del virus, demostració per seroconversió i/o tècniques com ELISA o IFA).

### Test i diagnòstic
Trobem diferents tests per detectar el MERS-CoV, en general els classifiquen en dues categories:
1. Tests moleculars: aquells que detecten seqüències específiques de DNA o RNA.[21] Aquests test busquen l'evidència d'una infecció activa.
2. Tests serològics: els quals busquen infecció prèvia, a través de la detecció d'anticossos contra el MERS-CoV. Aquestes proves s'utilitzen per a la vigilància o la investigació, però no són adequades pel diagnòstic.

No es pot descartar completament la infecció per MERS-CoV amb un únic resultat negatiu, per tant, s'hauran de realitzar proves addicionals.

#### Tests moleculars

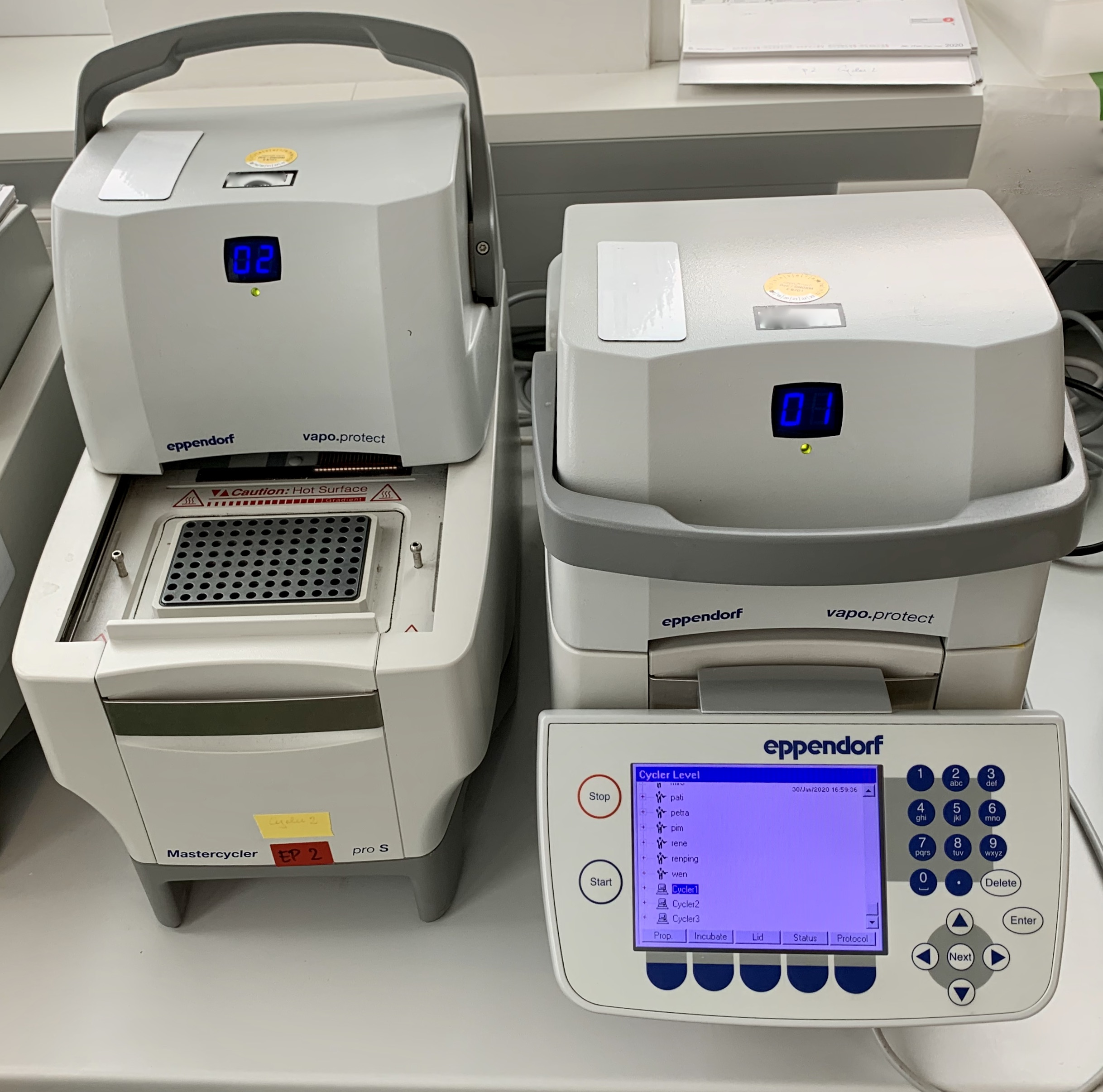
Termociclador (aparell amb el qual s'efectua una PCR convencional)

Les proves moleculars s'utilitzen per a diagnosticar una infecció activa, és a dir, presència de MERS-CoV en aquelles persones que es creu que poden estar infectades per a aquest virus basant-se en els símptomes clínics que presenten o per la relació que puguin tenir amb els llocs on s'ha confirmat la presència del virus.
La reacció en cadena de la polimerasa o també coneguda com a PCR, ens ajuda en el diagnòstic de malalties infeccioses, ja que ens permet detectar la presència de RNA viral. En el cas del MERS-CoV, podem prendre mostres de les vies respiratòries de l'individu infectat per tal de confirmar la presència del virus amb la PCR. La confirmació dels casos d'acord amb els estàndards de l'OMS es realitza amb aquest mètode. L'èxit d'aquesta prova depèn de diversos factors com l'experiència i la destresa del personal del laboratori, així com de l'entorn (s'ha d'evitar la contaminació de la mostra), el tipus i la condició dels espècimens que s'estan avaluant. Per a la PCR es recomana recollir diverses mostres, tant del tracte respiratori superior, tracte respiratori inferior, sèrum i mostres de femta.

#### Tests serològics
Les proves de serologia s'utilitzen per a detectar un infecció prèvia (presència d'anticossos contra el MERS-CoV) en els individus que es creu que poden haver estat exposats al virus. Els anticossos són proteïnes produïdes pel sistema immunitari del propi cos per atacar i matar virus, bacteris i altres microorganismes durant una infecció. Per tant, la presència d'anticossos contra MERS-CoV ens indica que l'individu en qüestió havia estat infectat prèviament pel virus i va desenvolupar una resposta immunitària contra aquest.
Les mostres de sang, ens permeten saber si l'individu ha estat infectat prèviament pel virus mitjançant proves d'anticossos contra el MERS-CoV. En aquest cas utilitzem la serologia, és útil per a detectar anticossos en aquells pacients en què la detecció directa (a través de mètodes moleculars) del virus és negativa, així com per a estudis humans i animals. No obstant això, la interpretació dels resultats serològics per al MERS-CoV es poden veure obstaculitzats per l'àmplia circulació d'altres coronavirus humans com HCoV-OC43, HCoV-HKU1, HCoV-NL63 i HCoV-229E. S'utilitzen diverses tècniques com assaig d'immunofluorescència indirecta (IFA) o ELISA. Cal remarcar que es troba en discussió la possibilitat de confirmar un cas per serologia sense detecció de nucleòtids.

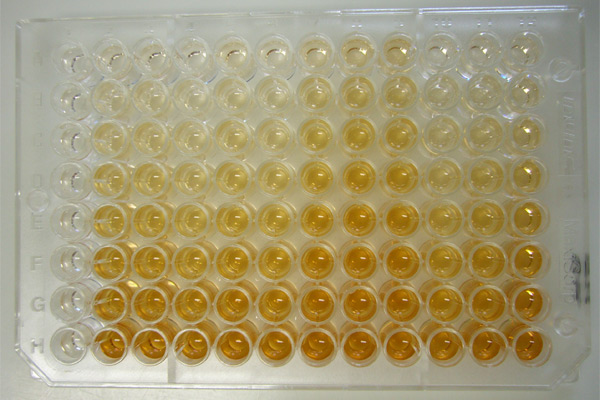
Microplaca ELISA

##### ELISA
L'assaig immunoenzimàtic o ELISA és una prova que s'utilitza per detectar la presència i concentració d'anticossos específics que s'uneixen a una proteïna viral. Aquesta prova ens pot donar resultats en poques hores. Si una mostra clínica ens dona positiu en presència d'anticossos a través d'ELISA, utilitzarem IFA i/o assaig de microneutralització per tal de confirmar aquest resultat.

##### IFA o assaig d'immunofluorescència
Aquesta és un prova de confirmació en la qual els anticossos específics, en el cas que realment estiguin presents, s'adhereixen a les cèl·lules infectades pel virus fixades en un portaobjectes de vidre. Aquests anticossos units els detectarem mitjançant l'addició d'un anticòs secundari (que s'adhereix als anticossos presents en la sang que s'han adherit a les cèl·lules infectades pel virus) marcat amb un compost que el fa brillar d'un color verd quan s'observa sota el microscopi adequat.
Igual que en la prova anterior, els resultats de la prova IFA també es poden obtenir en unes poques hores. Si una mostra clínica és positiva en les dues proves (ELISA i IFA), es determina que la mostra és positiva. En canvi, si la mostra és positiva per ELISA però indeterminada o negativa per IFA, s'hauran de realitzar altres proves de confirmació addicional.

##### Assaig de microneutralització
L'assaig de microneutralització és una prova de confirmació altament específica, aquesta s'utilitza per mesurar els anticossos neutralitzants o anticossos que poden neutralitzar virus. Aquesta prova és considerada la millor per a la detecció d'anticossos específics en mostres de sèrum, però requereix molt de temps i dedicació. Calen com a mínim 5 dies per a obtenir resultats.
En el cas que una mostra clínica tingui resultat positiu per ELISA, indeterminat per IFA i positiu per microneutralització, la mostra es determina com a positiva. Si la mostra és positiva per ELISA, indeterminada o negativa per IFA i negativa per microneutralització, es determina com a negativa.

#### Recollida de mostres
És necessari recollir mostres del tracte respiratori superior i inferior. Les mostres del tracte respiratori inferior, com el rentat broncoalveolar, esput i aspirat traqueal contenen les càrregues virals més altes, per tant, seran les motres preferibles. Les mostres de femta i orina també s'han de recollir si es pot. També és recomanable, si els recursos ho permeten, el mostreig repetit, per tal de reunir més proves sobre l'excreció i els períodes infecciosos del virus. És totalment necessari un maneig adequat durant la recollida de les mostres i el transport d'aquestes.
En humans, el MERS-CoV es pot detectar amb una càrrega viral major i de durada més llarga al tracte respiratori inferior que en el tracte respiratori superior. També s'ha pogut detectar el virus en la femta, sèrum, orina i mostres de sang. En aquest cas es va detectar ARN viral en sang des del dia 13 al 30 posteriors a l'aparició de la malaltia, en orina s'ha observat fins als 30 dies, en hisops oronasals fins als 22 dies, en hisops traqueals fins als 30 dies i en femta fins als 16 dies.

### Vacunació
Actualment no existeix cap vacuna per prevenir aquesta malaltia, però sí que hi ha una gran investigació en aquest camp. Un estudi recent de la revista Science ha avaluat una vacuna contra el MERS-CoV per als camells que podria funcionar com a mesura preventiva per reduir la propagació del patogen. Apuesta vacuna expressa la proteïna espícula del MERS-CoV en camells àrabs, però està basada en un Orthpoxvirus modificat. Comparant els resultats amb els controls, s'observa una significant reducció de l'excreció de partícules víriques infeccioses, i una reducció de la transcripció de RNA en els animals vacunats. Després d'administrar la vacuna per vía nasal i intramuscular, tots els camells desenvoluparen en tres setmanes nivells detectables d'anticossos contra el MERS-CoV. Després de ser vacunats, els camells infectas amb el virus presentaren només símptomes clínics lleus, i nivells significativament més baixos del virus en comparació amb els controls.